# At-Turtūschī
Abu Bakr at-Turtuschi bzw. al-Turtuschi, vollständiger Name Abū Bakr Muḥammad b. al-Walīd aṭ-Ṭurṭūšī (arabisch أبو بكر محمد بن الوليد الطرطوشي; geb. 1059 in Tortosa, al-Andalus, heute Provinz Tarragona, Katalonien, Spanien; gest. 1127 in Alexandria, Ägypten) war ein islamischer Philosoph und Jurist der malikitischen Schule. Zusammen mit seinem Rivalen al-Ghazālī gehört er zu den bedeutendsten islamischen Denkern des 12. Jahrhunderts.

## Leben und Wirken
Abu Bakr wurde 1059 in Tortosa im Ebrodelta geboren, als das islamische Spanien in verschiedene Taifa-Königreiche zersplittert war. Er reiste zunächst nach Saragossa, wo der Gelehrte und Dichter Abū l-Walīd al-Bādschī sein Lehrer wurde. In dieser Zeit studierte er auch die philosophischen und politischen Abhandlungen des Universalgelehrten Ibn Hazm. Im Bestreben, sein Wissen bei verschiedenen Gelehrten in der islamischen Welt zu erweitern, unternahm er zunächst die Pilgerfahrt nach Mekka, zog dann weiter nach Basra und Bagdad und gelangte über Aleppo, Damaskus, Jerusalem und Kairo nach Alexandria. Hier ließ er sich nieder, wurde Lehrer an einer Madrasa und hatte unter anderem Abu Bakr Ibn Arabi als Schüler.
At-Turtuschi widersetzte sich der ismailitischen Doktrin der herrschenden Fatimiden in Ägypten. Er erstellte auch eine Fatwa für Yusuf ibn Taschfin, den Almoraviden-Herrscher von Al-Andalus, wodurch es diesem ermöglicht wurde, Spanien zu erobern und die Herrscher der Taifa-Königreiche zu entmachten. Ibn Tūmart, ein Schüler at-Turtuschis, gründete seinerseits später eine Berber-Dynastie, die die Almoraviden entmachtete.
Zu den Hauptwerken at-Turtuschis gehören Kitāb al-ḥawādit̲ wa-l-bidaʻ („Buch der Ereignisse und Neuerungen“) sowie Sirādsch al-Mulūk (سراج الملوك, „Lampe der Könige“), eine politische Lehrschrift, die von Ibn Chaldun in seiner Muqaddima um 1377 ausführlich besprochen wurde.
Den Herkunftsnamen Turtuschi (d. h. aus Tortosa) trägt ebenfalls der gelehrte Reisende Ibrahim ibn Yaqub.

## Zitat
„Ein gerechter Herrscher sollte seinem Volk sein, was der Regen für die durstigen Pflanzen ist, oder noch besser; denn der Regen dauert eine Weile, während die Segnungen der Gerechtigkeit zeitlos sind.“ – Aus Sirādsch al-Mulūk